# Jüdischer Friedhof (Žilina)

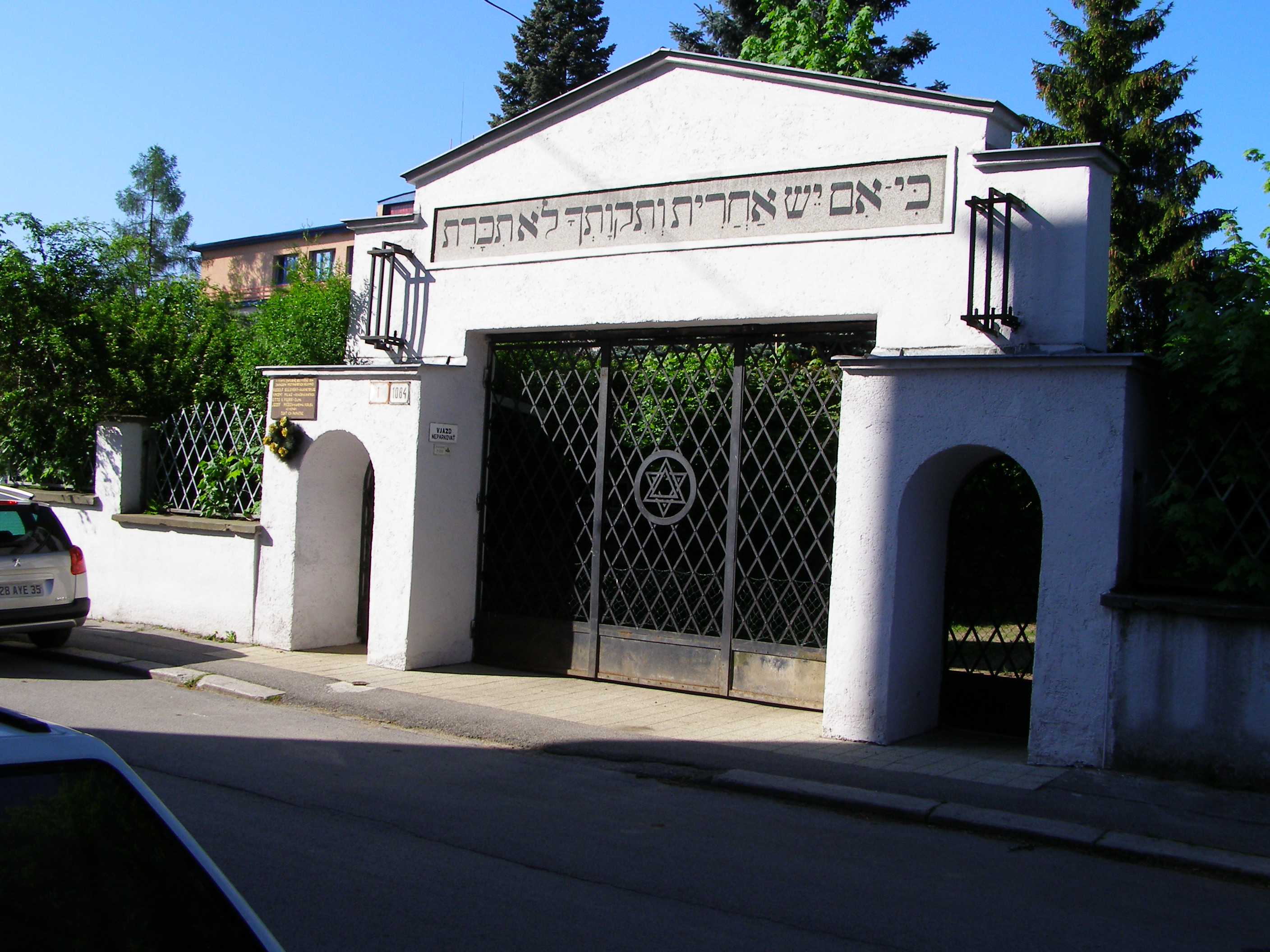
Eingang zum jüdischen Friedhof in Žilina

Der Jüdische Friedhof in Žilina, einer slowakischen Stadt im Bezirk Žilina, wurde vermutlich in den 1860er Jahren errichtet.
Der jüdische Friedhof wird von einer Mauer umgeben.